# Ctenoplusia adiaphora
Ctenoplusia adiaphora là một loài bướm đêm trong họ Noctuidae.